# Козма Георгиев
 Тази статия е за българския просветен деец.  За българския свещеник и революционер вижте Козма Георгиев (свещеник).  
Козма Георгиев Чуранов е български просветен деец от късното Българско Възраждане в Македония.

## Биография
Георгиев е роден в 1877 година в битолското село Смилево в Османската империя, днес в Северна Македония. Син е на Георги Чуранов и брат на Елена Цветкова. Учи в Битолската българска класическа гимназия, където членува в революционен кръжок. Участва в Иленденско-Преображенското въстание през лятото на 1903 година още като ученик в Битолската гимназия.
Преподава математика в Солунската българска гимназия.
Записва филология в Софийски университет, но след освиркването на княз Фердинанд и закриването на университета в 1907 година, завършва Математическия факултет на Загребския университет.
Преподава в Одринската българска мъжка гимназия.
В 1912/1913 година преподава в Солунската българска мъжка гимназия.
След Младотурската революция в 1908 година участва в дейността на Съюза на българските конституционни клубове. На втория конгрес на организацията е избран за представител на Одринския вилает в Съюзния съвет.
Участва в обединителния конгрес на Македонската федеративна организация и Съюза на македонските емигрантски организации от януари 1923 година.
След войните e директор на гимназията в Поморие, а после учителство в Стара Загора. От 1930 година е организационен секретар във ВМРО на Иван Михайлов, който е негов ученик в Солун. Кандидат е за народен представител.
В 1929, 1932, 1933 година е избран в Националния комитет на македонските братства, като негов секретар.
Учител е във Врачанско. Умира през 1940 година в София, където е погребан.